# 말리아나

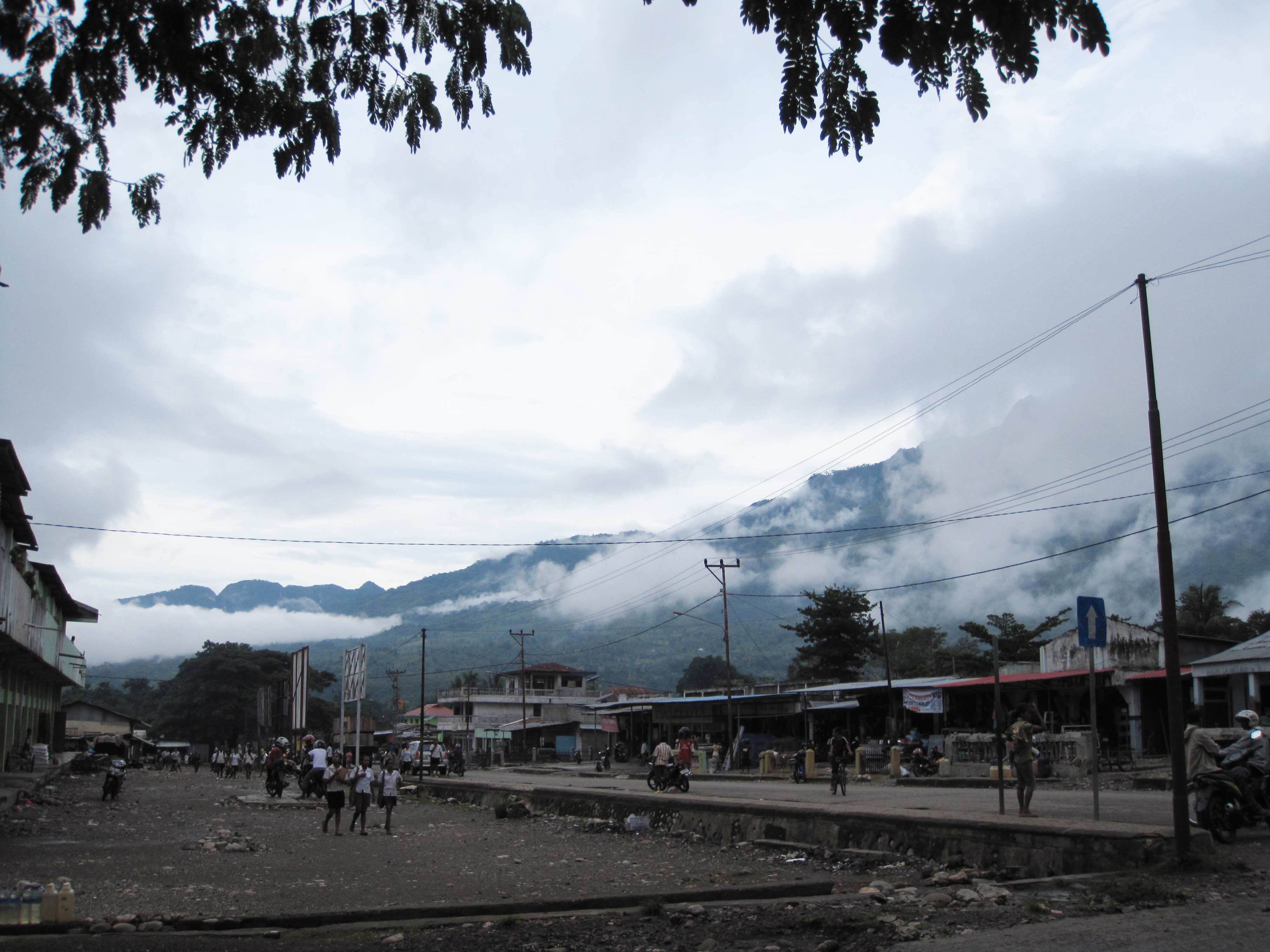
말리아나에 있는 마을

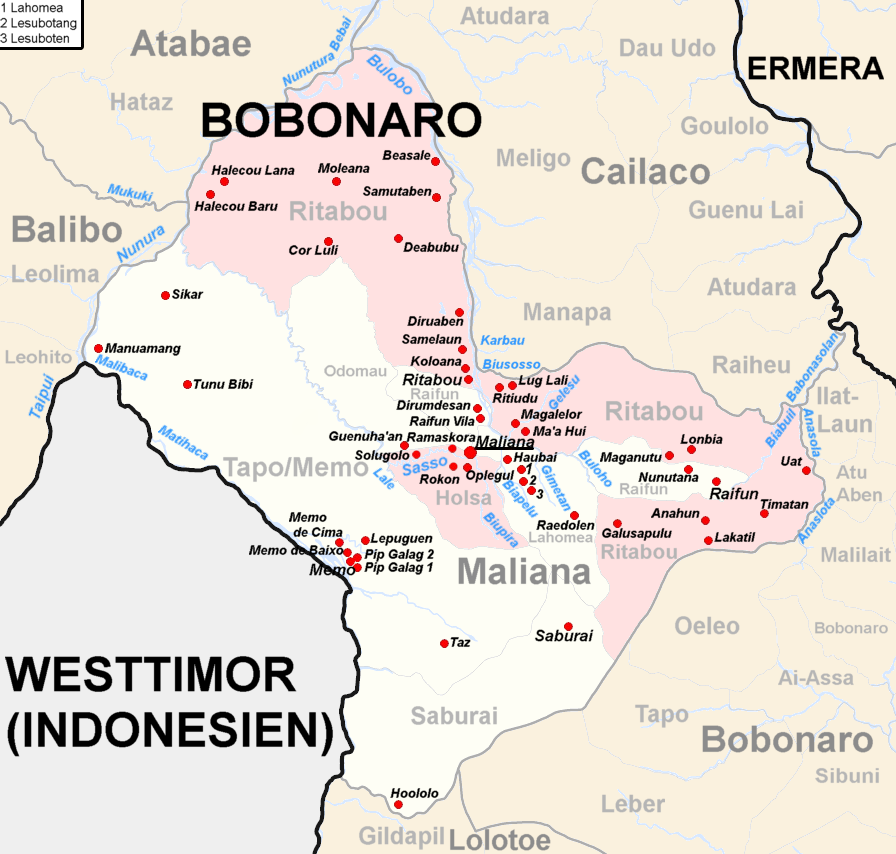
말리아나가 관할하는 구와 시

말리아나(포르투갈어: Maliana)는 동티모르 보보나루현의 현도로, 딜리(동티모르의 수도)에서 남서쪽으로 149km 정도 떨어진 곳에 위치하며 인도네시아 국경과 가깝다. 인구는 22,000명이다.
벼와 옥수수 재배가 주를 이룬다. 인도네시아 점령 시기에는 뛰어난 관개 시설과 물 공급 시스템이 구축되었지만 독립 이후에는 거의 파손된 상태여서 사용되지 않고 있다.

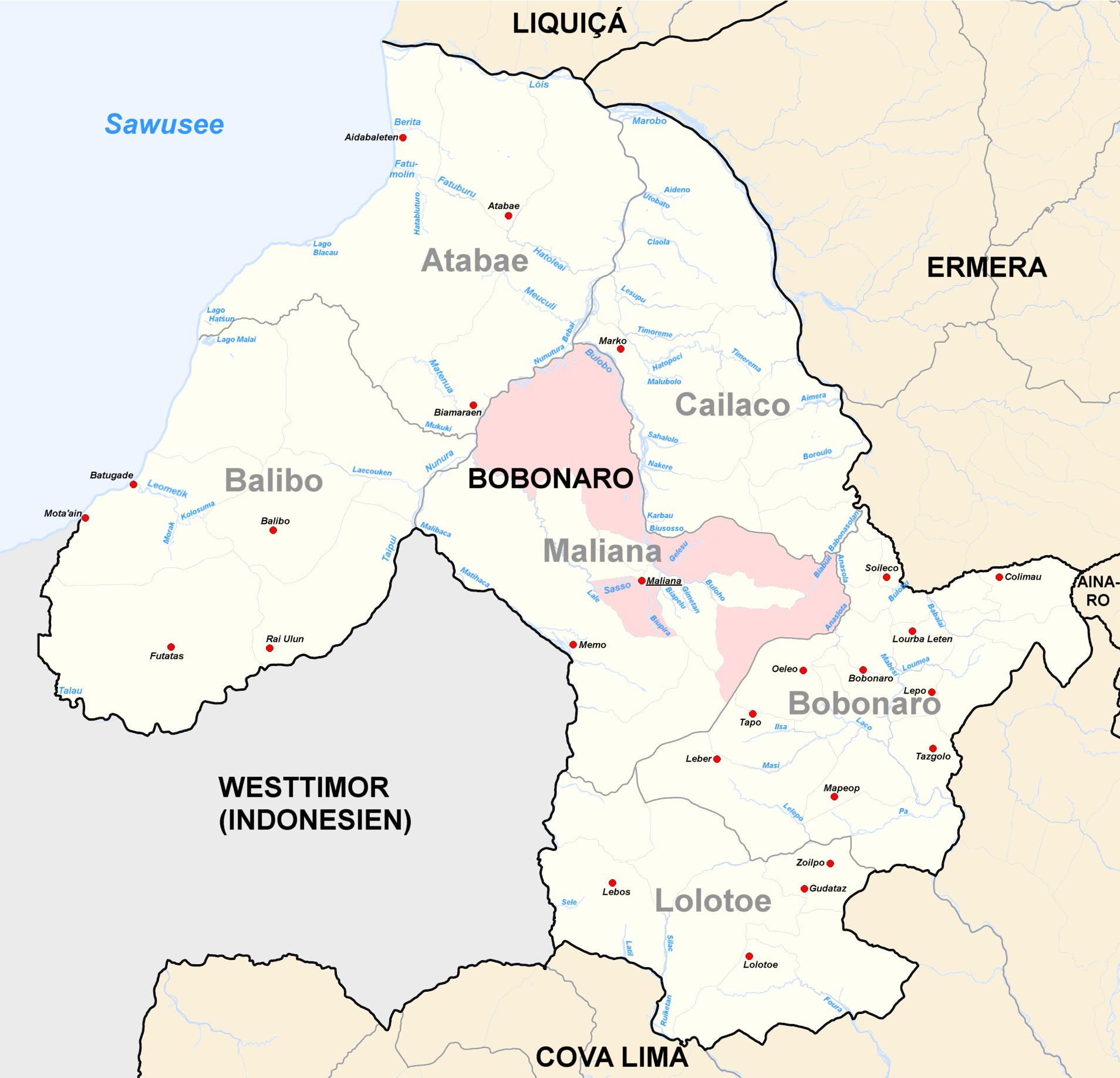
보보나루 현이 관할하는 시와 강